# Euryattus nigriventris
Euryattus nigriventris är en spindelart som först beskrevs av Eugen von Keyserling 1881.  Euryattus nigriventris ingår i släktet Euryattus och familjen hoppspindlar. Inga underarter finns listade i Catalogue of Life.